# Междугородный и пригородный трамвай

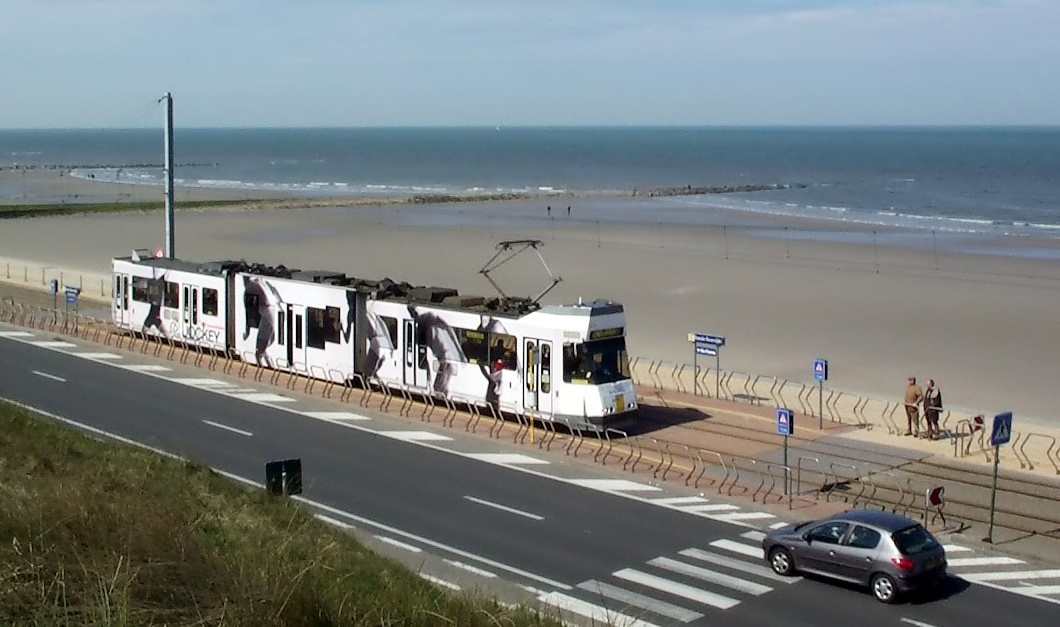
Береговой трамвай в Бельгии является самым длинным трамвайным маршрутом в мире — 68 км

Междугородный и пригородный трамвай (интерурбан) — вид рельсового транспорта, соединяющий разные города или один город с его пригородами. Интерурбаны отличаются от обычных железных дорог тем, что организация их работы гораздо ближе к трамваю, что выражается в частности в более лёгком подвижном составе (как правило, электрическом), частых остановках, лёгком строении пути, устройстве совмещённого пути и т. д. Нередко часть маршрута, проходящая по центру города, ничем не отличается от линии обычного городского трамвая. Тем не менее в отношении многих систем нельзя однозначно определить, следует ли их считать междугородными трамваями или лёгкими железными дорогами.

## История

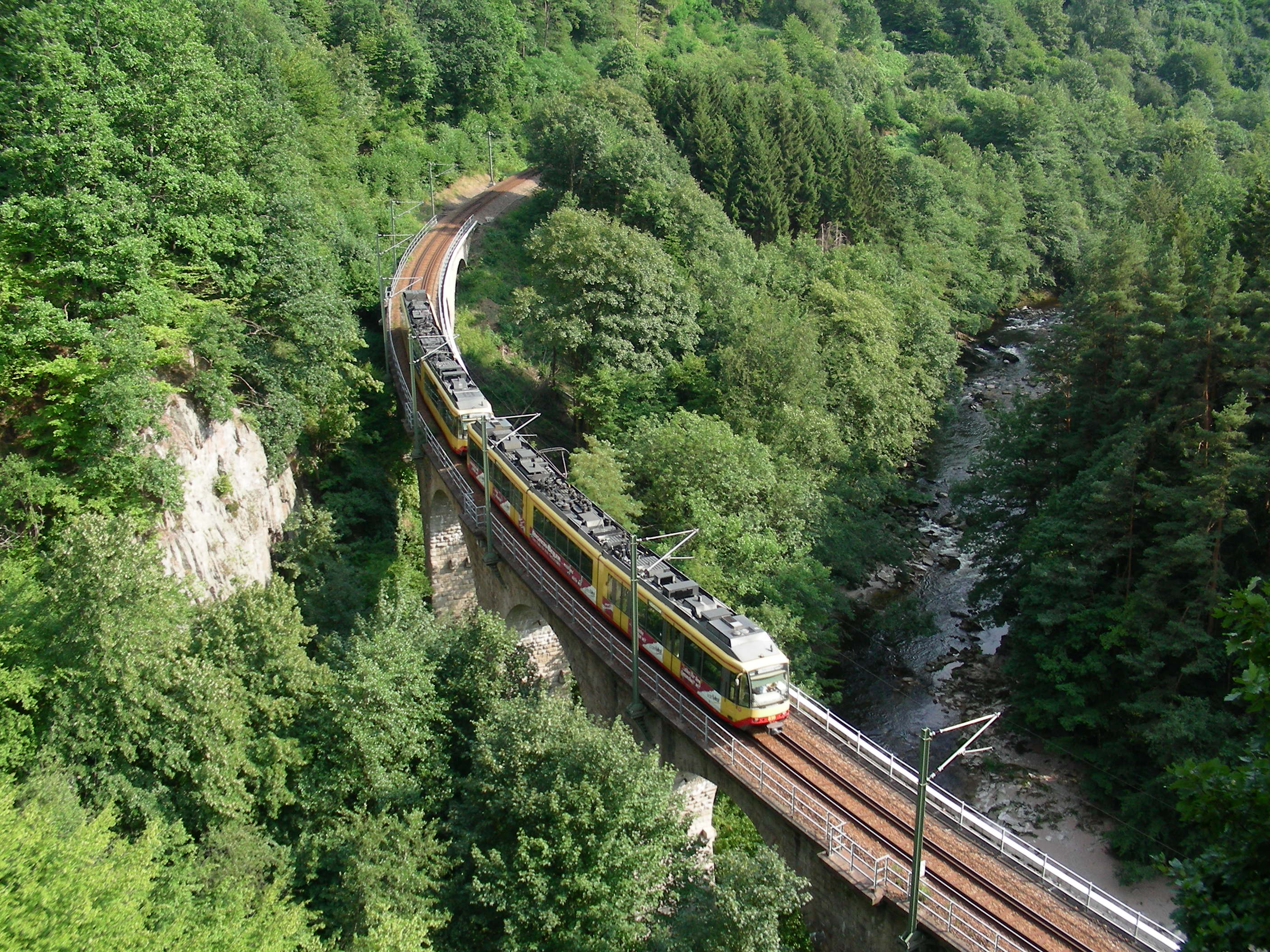
Трамвай Карлсруэ за городом

Примерно в восьмидесятых годах XIX века как в Европе, так и в Северной Америке начали появляться лёгкие железнодорожные линии. Они прокладывались там, где строительство полноценных железных дорог было бы невыгодно. Некоторые линии первоначально использовали паровую тягу, другие изначально строились электрифицированными.
В середине XX века началось сокращение использования междугородных и пригородных трамваев, как и трамваев вообще. В результате междугородные и пригородные трамваи исчезли почти полностью.
В конце XX — начале XXI века междугородные и пригородные трамваи опять начали развиваться, при этом начала внедряться концепция трамвай-поезд. Её суть заключается в том, что за городом трамваи используют железнодорожные линии совместно с обычными поездами.

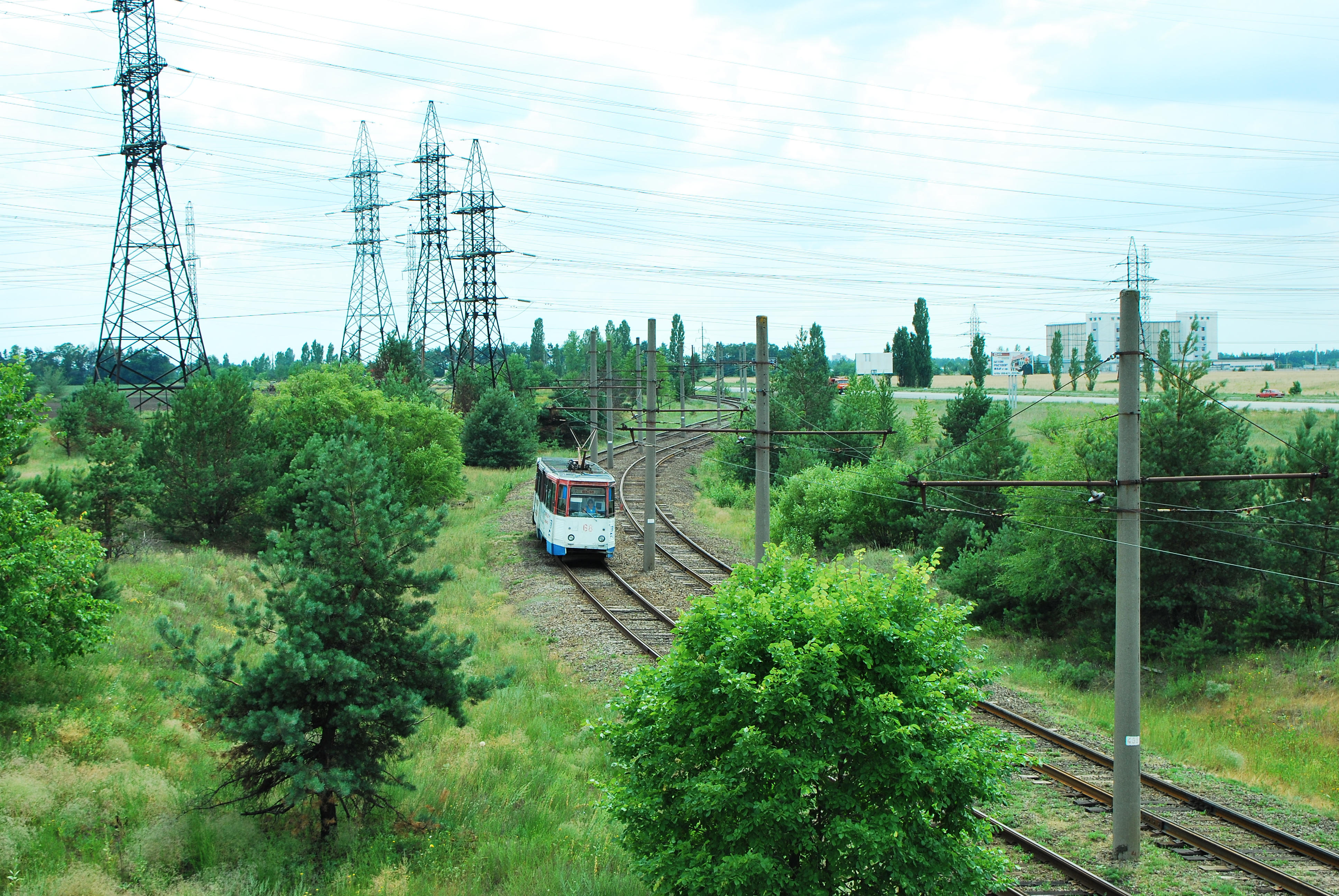
Старооскольский скоростной трамвай. Вагон проезжает в районе села Незнамово.

## Примеры
- Береговой трамвай — междугородный трамвай в Бельгии
- Saarbahn — междугородный и международный трамвай, соединяющий Германию и Францию
- Pressburger Bahn — междугородный и международный трамвай, соединявший Вену и Братиславу в 1914—1945, планировалось возобновить в 2013 году.
- Силезские интерурбаны — трамвайная сеть, соединяющая тринадцать городов в Польше.
- Базельский трамвай — трамвайная сеть, соединяющая Базель и населённые пункты во Франции. Также строится трамвайная ветка в близлежащий город на территории Германии.
- Скоростной трамвай Хасселт — Маастрихт (строится)
- Московский трамвай. Линия маршрута № 6 между г. Москвой и г. Тушино Московской области (до присоединения Тушина к г. Москве). Сейчас линия внутригородского трамвая г. Москвы.
- С 1911 по 1941 год действовала трамвайная линия между Киевом и Броварами (см. Киевский бензотрамвай).
- С 1949 по 1976 год действовала трамвайная линия между Челябинском и Копейском (см. Копейский трамвай).
- С 1953 по 1965 год существовал интерурбан между городами Волчанском и Карпинском
- Санкт-петербургский трамвай. Линия маршрута № 36 соединяет город с ближайшим пригородом — Стрельной (пос. Стрельна является пригородом фактически, административно посёлок относится к Петродворцовому району Санкт-Петербурга).
- Екатеринбургский трамвай. Маршрут № 11, однопутная линия с 1-м разъездом соединяет Екатеринбург с поселком Большеконный полуостров
- Краснодарский трамвай. Трамвайный маршрут № 5, являющийся исторически одним из первых маршрутов города, соединял г. Краснодар (в те времена — Екатеринодар) со станицей Пашковской (позднее пос. Пашковский, ныне Пашковский микрорайон г. Краснодара).
- Трамвайный маршрут № 4, следовавший из г. Тулы в Косую Гору (маршрут закрыт в 2008 году).
- Трамвайная линия, обслуживающая пос. Черёмушки и Саяно-Шушенскую ГЭС.
- Трамвайные маршруты г. Дзержинска, соединявшие центр города с промзонами.
- За пределами Одессы проходят части маршрутов одесского трамвая  № 1 (Иличанка), № 7 (Лиманка) № 27 (Бурлачья Балка, Совиньон).
- Маршрут[англ.] венского трамвая, соединяющий г. Вена и г. Баден в Австрии
- Маршрут U-79 штадтбана Дюссельдорфа соединяющий г. Дюссельдорф и г. Дуйсбург в Германии.
- Маршруты 16 и 18 штадтбана Кёльна соединяющие г. Кёльн и г. Бонн в Германии.
- 31 августа 2022 года запущена междугородняя трамвайная линия Екатеринбург — Верхняя Пышма.
- Шэньян трамвай. Линия маршрута № 5
- Старооскольский скоростной трамвай соединяет город с Оскольским электрометаллургическим комбинатом. Маршрут проходит через пригородные сёла, большая часть путей проложена за пределами города.